# Wacław Babiński

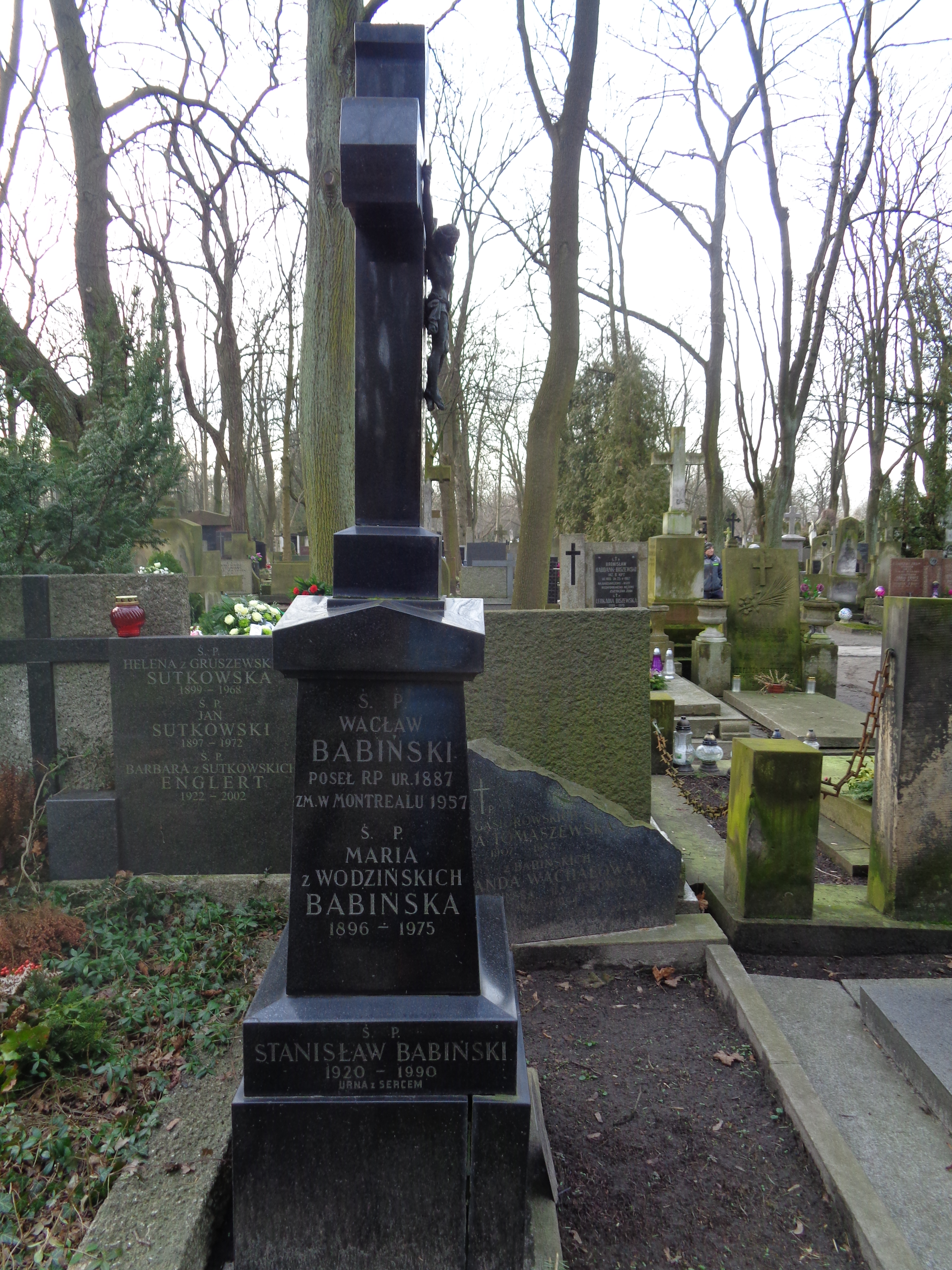
Grób Wacława Babińskiego na cmentarzu Stare Powązki

Wacław Babiński (ur. 3 kwietnia 1887 w Warszawie, zm. 22 lipca 1957 w Montrealu) – polski dyplomata.

## Życiorys
Był synem Leona Babińskiego i Stefanii z Karpińskich. Ukończył gimnazjum w Warszawie i Wydział Nauk Społecznych na Uniwersytecie Ludwika i Maksymiliana w Monachium, gdzie uzyskał stopień naukowy doktora nauk ekonomicznych. Przez kilka lat pracował jako urzędnik w warszawskim oddziale Międzynarodowego Banku Handlowego w Paryżu. W latach 1915–1917 był sekretarzem prezydenta Warszawy Zdzisława Lubomirskiego, a 1917 i 1918 dyrektorem kancelarii w gabinecie cywilnym Rady Regencyjnej.
1 grudnia 1918 wstąpił do służby dyplomatycznej II Rzeczypospolitej. Pracował w centrali Ministerstwa Spraw Zagranicznych, kolejno jako radca ministerialny (1919), naczelnik Wydziału Konsularnego MSZ, wicedyrektor Departamentu Konsularnego po reorganizacji MSZ (1920) i dyrektor Departamentu Konsularnego (od 28 sierpnia 1924).
19 stycznia 1929 mianowany został na posła nadzwyczajnego i ministra pełnomocnego w Belgradzie, którą to funkcję pełnił do maja 1931. 16 czerwca 1931  został posłem RP w Hadze, przy czym od maja 1940 do 31 sierpnia 1944 sprawował tę misję przy rządzie holenderskim na emigracji w Londynie. W latach 1942–1944 obowiązki posła łączył z funkcją zastępcy sekretarza generalnego MSZ. Od 1 listopada 1944 do 5 lipca 1945 był posłem RP w Kanadzie.
Po II wojnie światowej pozostał na emigracji w Kanadzie. Pełnił funkcje ministra pełnomocnego i posła nadzwyczajnego w Kanadzie. Był członkiem Ligi Niepodległości Polski. Był przedstawicielem władz Egzekutywy Zjednoczenia Narodowego.
Był żonaty z Marią z domu Wodzińską (1894–1975), która 17 października 1938 w Rotterdamie została matką chrzestną zwodowanego wówczas okrętu podwodnego „Sęp”. Pochowany na cmentarzu Stare Powązki w Warszawie (kwatera 96-3-1,2,3)

## Odznaczenia
- Wielka Wstęga Orderu Odrodzenia Polski – pośmiertnie (20 września 1957, przyznany przez Prezydenta RP na uchodźstwie za zasługi w długoletniej służbie dla narodu i państwa polskiego)[2]
- Krzyż Oficerski Orderu Odrodzenia Polski (31 grudnia 1923)[7][8]
- Medal Dziesięciolecia Odzyskanej Niepodległości[7]
- Order Świętego Sawy I i II klasy (Jugosławia, 1932)[7][9]
- Order Korony Rumunii  II klasy (Rumunia)[7]
- Order Lwa Białego I klasy (Czechosłowacja)[7]
- Order Trzech Gwiazd II klasy (Łotwa)[7]
- Odznaka Honorowa za Zasługi II klasy (Austria)
- Order Leopolda II I klasy (Belgia, 1932)[10]
- Order Legii Honorowej III i IV klasy (Francja)[7]